# 田川大志
田川 大志（たがわ ふとし）は日本のアナログゲームプロデューサー。

## 来歴
学生時代はお笑い芸人を志望していた。
1999年にバンダイに入社。2001年よりカード事業部に所属して開発を担当、2003年に発売された「金色のガッシュベル THE CARD BATTLE」は、累計3億枚を超えるヒット商品となった。この功績により、バンダイ社内で、下期個人表彰における最優秀個人賞と2003年度団体表彰の部でシルバーチャレンジ賞を受賞した。
以後、「BATTLE SPIRITS」、「BATTLE BREAK」等のアナログゲームを創出した。最近では「ICカードダスDRAGONBALL CARD BATTLE」、北米向けの「DRAGONBALL CARD GAME』のローンチを中心となって担当している。
アナログゲームに関して、駒ゲームカテゴリで中村誠とともに特許を取得している。